# Лукьянчикова, Ксения Эдуардовна
Аксинья Эдуа́рдовна Лукья́нчикова (род. 15 января 1993, Санкт-Петербург, Россия) — российская актриса театра и кино.

## Ранние годы
Ксения Лукьянчикова родилась 15 января 1993 года в Санкт-Петербурге. В школе занималась в детско-молодёжной театральной студии. Отец актрисы, Эдуард Викторович Лукьянчиков работает в муниципальной пожарной охране, а мать, Наталья Анатольевна Лукьянчикова — учительница музыки. После окончания школы она поступила в театральный вуз. Во времена учёбы в театральной академии Ксения принимала участие во многих спектаклях. Она сыграла роли в таких классических постановках, как «Дядя Ваня», «Король Лир», а также «Драма на охоте». В 2015 году окончила Российский государственный институт сценических искусств по специальности «артист театра и кино» (курс А. М. Зеланда). После окончания учебного заведения Лукьянчикова переехала в Москву и вскоре начала работать при московском театре «Практика». В Москве началась и ее кинематографическая биография.
По словам самой Ксении, музыка — важная часть её жизни. Любимыми актрисами и примерами актёрского мастерства, во многом вдохновившими её к избранию профессии, являются Татьяна Самойлова и Элина Быстрицкая.

## Карьера
С 2014 года снимается в кино, с 2015 сотрудничает с московским театром «Практика». Дебютом актрисы в кинематографе, принесшим ей известность, стала главная роль в многосерийном художественном фильме режиссёра Алёны Семёновой «Красная королева», где Лукьянчикова сыграла популярную советскую манекенщицу Регину Барскую (прототип — Регина Збарская). Партнёрами Ксении в сериале стали Ада Роговцева, Борис Щербаков, Артём Ткаченко, Елена Морозова, Валерий Баринов и другие актёры. 
Затем последовали роли в сериалах: «Такая работа», «Крылья империи», «Фантазия белых ночей», «Магомаев», «Чужая» и др.
В 2017 году на Международном кинофестивале имени Вячеслава Тихонова «17 мгновений…» актриса удостоена премии в номинации «Лучшая женская роль в сериале».

## Личная жизнь
С 2015 по 2018 год состояла в отношениях с актёром Иваном Жвакиным.

## Театральные работы
- Учебный театр «На Моховой» город Санкт-Петербург[8]

| Спектакль             | Роль     |
| --------------------- | -------- |
| Скоро ли ваша свадьба | Джанчита |
| Собаки-якудза         |          |

- Театр «Практика» город Москва

| Спектакль                   | Роль        |
| --------------------------- | ----------- |
| Mahamaya Electronic Devices | перформансы |

## Фильмография
| Год  |   | Название               | Роль                                        |
| ---- | - | ---------------------- | ------------------------------------------- |
| 2022 | с | Моя земля              | Настя                                       |
| 2015 | с | Красная королева       | Регина Збарская                             |
| 2015 | с | Неразрезанные страницы | Фия (Оксана)                                |
| 2016 | с | Жемчуга                | Имя персонажа не указано                    |
| 2016 | с | Такая работа           | Ника Власова                                |
| 2017 | с | Осиное гнездо          | Ксения Мальцева                             |
| 2017 | с | Подозреваемый          | Юля                                         |
| 2017 | с | Крылья империи         | Софья Беккер                                |
| 2018 | с | Фантазия белых ночей   | Мирей Матьё                                 |
| 2018 | с | Трое в лабиринте       | Регина в молодости                          |
| 2018 | с | Я подарю тебе рассвет  | Сюзанна                                     |
| 2018 | ф | Стюардесса             | Ольга                                       |
| 2018 | с | Разлучница             | Ольга                                       |
| 2019 | с | Управдомша             | Лида                                        |
| 2019 | с | Магомаев               | Лариса Мондрус                              |
| 2019 | с | Реализация             | Ольга Самохина                              |
| 2019 | ф | Чужая                  | Карина                                      |
| 2019 | с | Город тайн             | Полина Лаврова                              |
| 2020 | с | Северная звезда        | Маргарита Николаевна Сметанина, телеведущая |
| 2022 | с | Молчание               | Лидия                                       |
| 2022 | с | Стая                   | Виктория Кротова                            |

## Награды и номинации
| церемония (учредитель)                                                      | год  | номинация                            | фильм              | результат |
| --------------------------------------------------------------------------- | ---- | ------------------------------------ | ------------------ | --------- |
| Национальная премия «Телетриумф 2016» (Украина)                             | 2016 | лучшая актриса телевизионного фильма | «Красная королева» | Номинация |
| Международный кинофестиваль «17 мгновений…» им. Вячеслава Тихонова (Россия) | 2017 | лучшая женская роль в сериале        | «Красная королева» | Победа    |

## Статьи и публикации
- Алёна Грановская. Ксения Лукьянчикова. Профиль. Актёрское агентство «Товарищество» (15 апреля 2017). Дата обращения: 16 апреля 2017.
- Ксения Лукьянчикова - биография, информация, личная жизнь // Штуки-Дрюки © : портал. — 2017.
- Алена Максимович. Иван Жвакин и Ксения Лукьянчикова: история любви // «Вокруг ТВ» : портал. — М.: «Газпром-медиа», 2017. — 10 апреля.
- 5 мужчин звезды «Красной королевы» Ксении Лукьянчиковой // Домашний очаг : журнал. — 2016. — Декабрь.
- Егор Арефьев. Звезда сериала «Красная королева» Ксения Лукьянчикова: «Регина Збарская в каждой подруге искала маму» // «Комсомольская правда». : газета. — 2016. — 14 марта. — ISSN 0233-433X.
- Звезда сериала «Красная королева» похудела до неузнаваемости // «StarHit» : журнал Андрея Малахова. — 2016. — 23 марта.

## Внешние медиафайлы
- Вечерний Ургант. Ксения Лукьянчикова и Артем Ткаченко. 16 марта 2016.  11 мин. Первый канал. {{cite episode}}: Неизвестный параметр |city= игнорируется (|location= предлагается) (справка)
- Интервью с актрисой Ксенией Лукьянчиковой (2016-05-31) на YouTube